# Christchurch
Pour les articles homonymes, voir Christchurch (homonymie).
Christchurch (en anglais : /ˈkɹaɪst͡ʃɜːt͡ʃ/ ; en maori : Ōtautahi) est la deuxième plus grande ville de Nouvelle-Zélande, la première de l'île du Sud, et elle est la capitale de Canterbury, une des régions de la Nouvelle-Zélande. Elle est située au nord de la péninsule de Banks, sur la côte Est de l'île du Sud.

## Nom
La ville fut nommée par la Canterbury Association, qui s'installa dans la région. Le nom de Christchurch fut choisi lors de la première réunion de l'association, le 27 mars 1848. Il fut suggéré par J. R. Godley, qui avait étudié à Christ Church College, à Oxford (Angleterre). Au début, certains l'appelèrent « Christ Church », mais dans le compte-rendu de la réunion décidant le nom on écrivit « Christchurch ».
Son nom māori, Ōtautahi, est un raccourci de « Te Whenua o Potiki-Tautahi », qui honore le chef Ngāi Tahu Tautahi, qui était implanté à Port Levy sur l'Avon, là où est aujourd'hui situé le pont de Barbadoes Street.

## Géographie

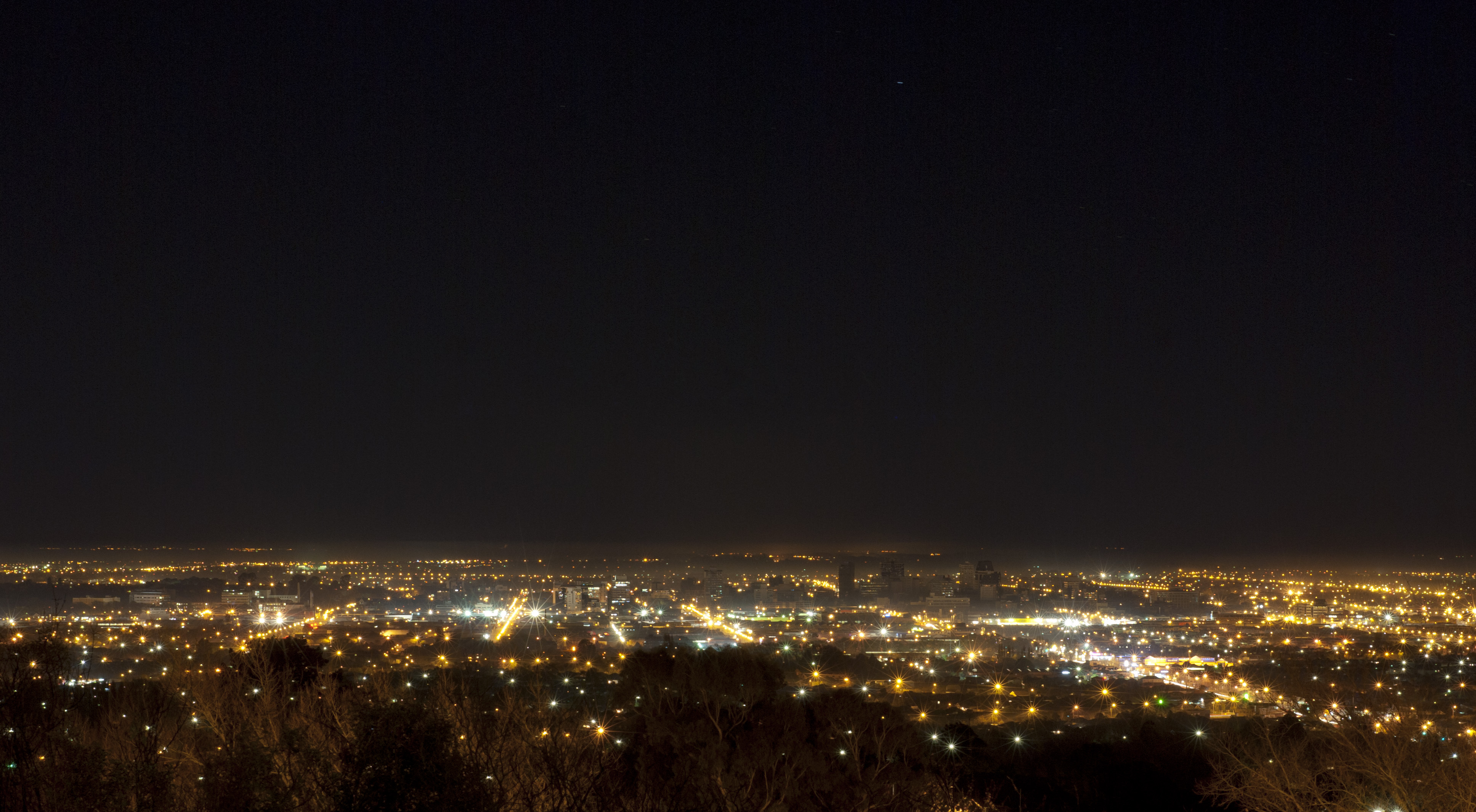
La ville de nuit.

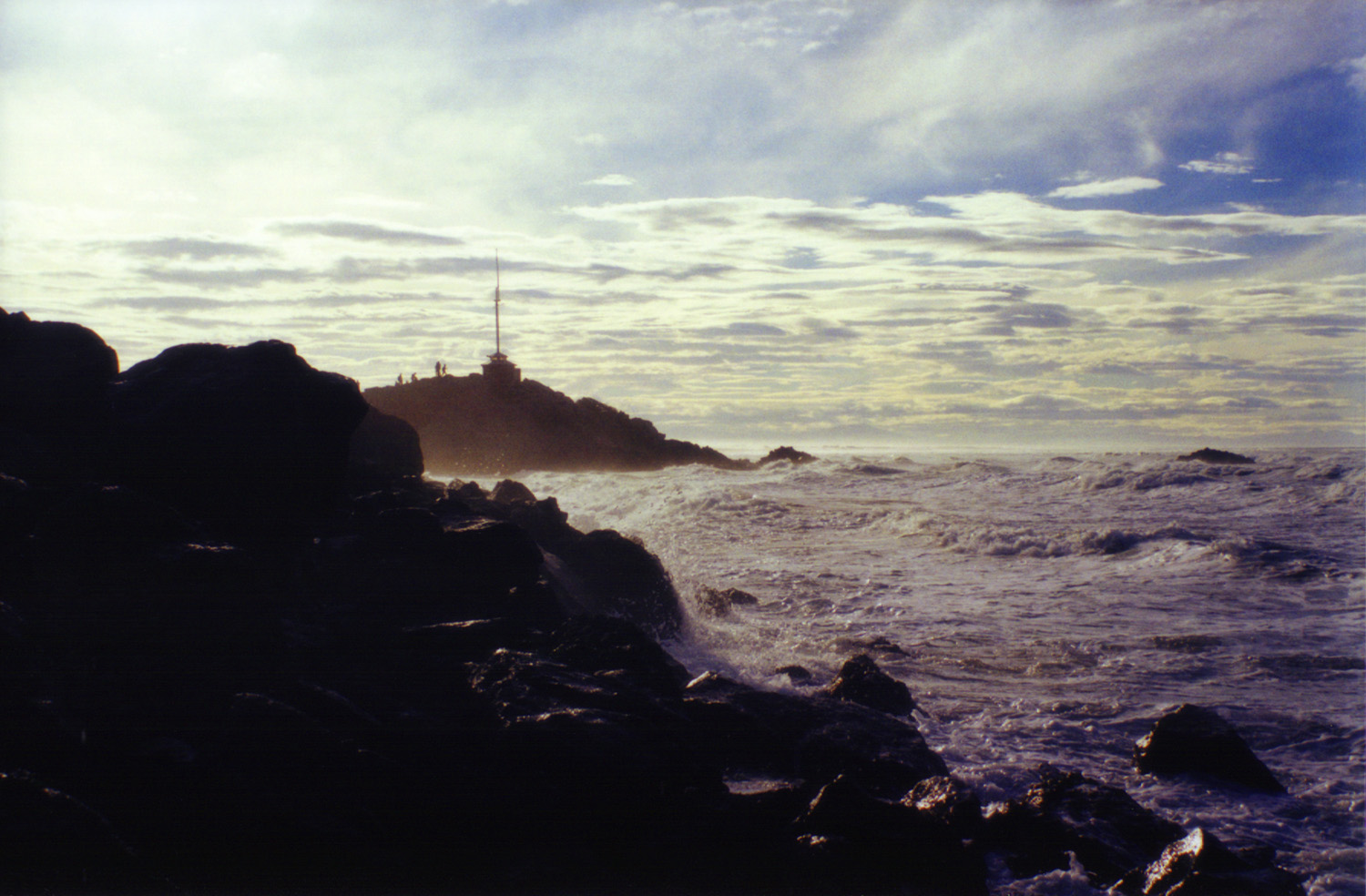
La côte de la ville.

Christchurch est située dans le Canterbury, au milieu de la côte est de l'île du Sud, entre la péninsule de Banks et les plaines de Canterbury. Elle est située près de la pointe sud de la baie de Pegasus et est délimitée à l'est par l'océan Pacifique ainsi que l'estuaire des fleuves Avon et Heathcote. Le sud et le sud-est sont dominés par des collines volcaniques, les Port Hills. Au nord on trouve le fleuve Waimakariri.
Le fleuve Avon qui coule dans la ville fut nommé ainsi en honneur de celui dans l'Ayrshire, en Écosse, sur demande des frères Deans, originaires de la région.

### Central City
Au centre de la ville, on trouve Cathédral Square de Christchurch (en), autour de la cathédrale anglicane. Les environs du square, délimités par les quatre avenues de la ville (Bealey, Fitzgerald, Moorhouse et Rolleston), constituent le Central business district de Christchurch. Le Central City abrite aussi des zones résidentielles, dont Inner City East, Inner City West, Avon Loop, Moa et Victoria.

Dans le centre de Christchurch, vue vers le nord.

Cathedral Square est un point de repère et de rencontre populaire. On y trouve un speakers' corner célèbre pour le Wizard of New Zealand (« Mage de Nouvelle-Zélande »), Ian Brackenbury Channell.
Le Central City inclut la rue piétonne Cashel ; à un bout on trouve le pont du Souvenir, et à l'autre l'amphithéâtre appelé Hack Circle.

### Première couronne (Inner suburbs)
(dans le sens des aiguilles d'une montre, en partant du nord)
- Mairehau
- Shirley
- Dallington
- Richmond
- Avonside
- Linwood
- Woolston
- Opawa
- Waltham
- St Martins
- Beckenham
- Sydenham
- Somerfield
- Spreydon
- Addington
- Riccarton
- Ilam
- Upper Riccarton
- Burnside
- Fendalton
- Bryndwr
- Strowan
- Merivale
- Papanui
- St Albans
- Phillipstown

### Deuxième couronne (Outer suburbs)

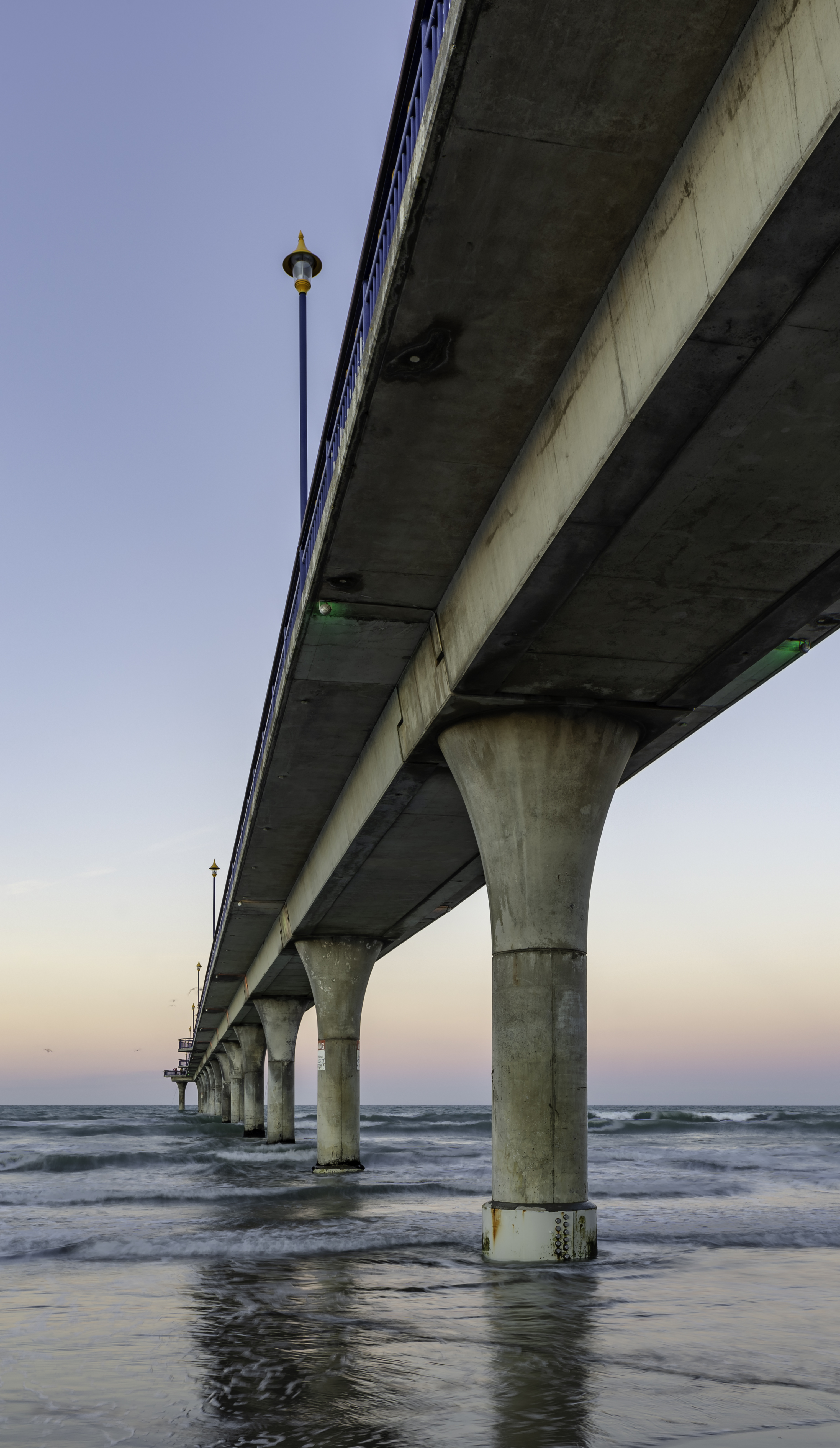
Une estacade à New Brighton, dans la deuxième couronne de Christchurch.

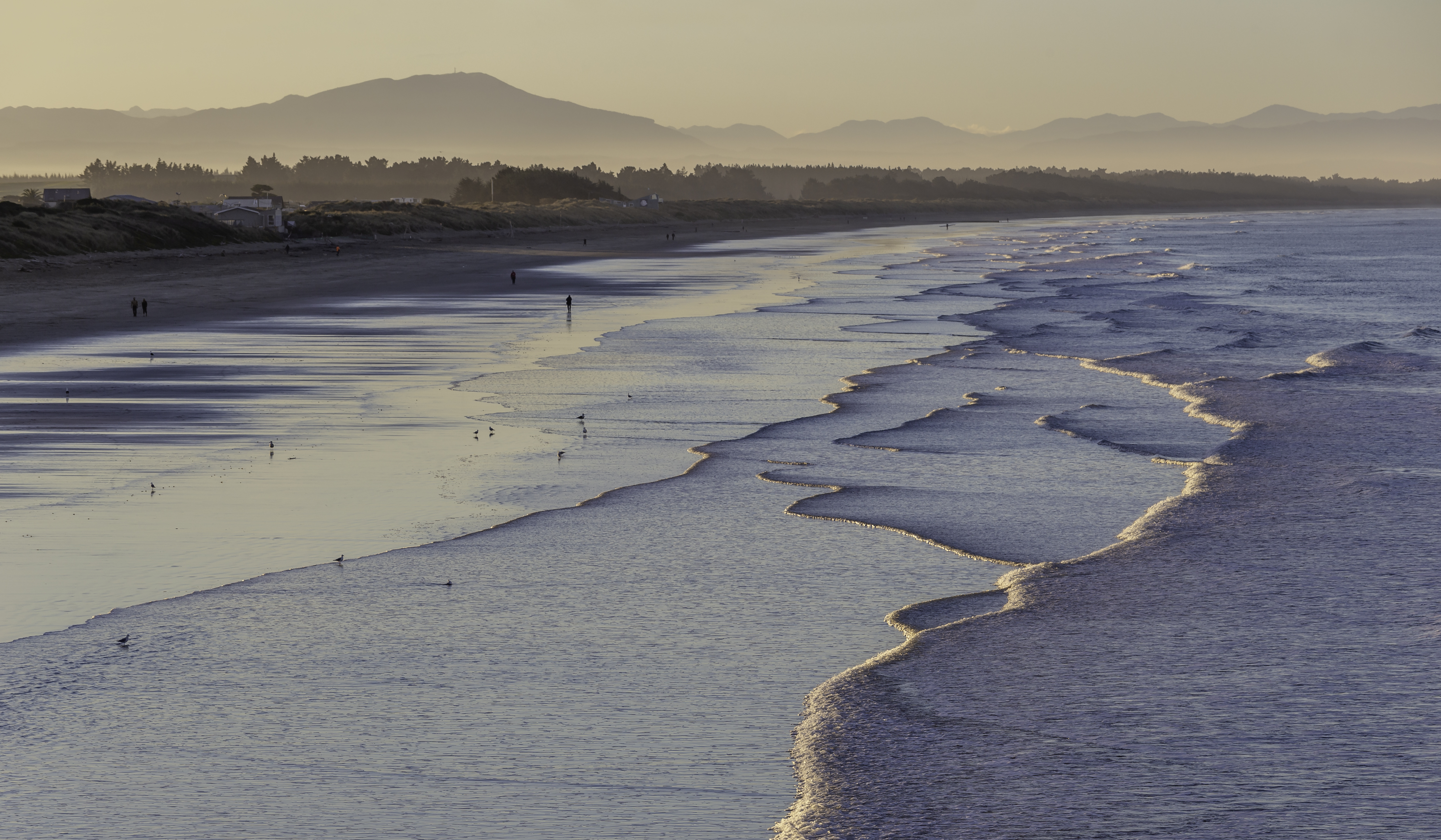
Plage à New Brighton, dans la deuxième couronne de Christchurch.

(dans le sens des aiguilles d'une montre, en partant du nord)
- Richmond Hill
- Marshland
- Burwood
- Parklands
- Waimairi Beach
- Avondale
- New Brighton
- Bexley (maintenant largement défunte)

Soleil et Lune sur la plage de South New Brighton's près de Christchurch.

La Southshore Spit Reserve, Christchurch.

Travis Wetland, zone humide protégée dans le quartier Burwood, à Christchurch. Sont présents et visibles sur l'image l'Échasse d'Australie, le Canard colvert, le Pukeko, la Sarcelle australasienne et le Canard souchet.

- Aranui
- South Brighton
- Southshore
- Bromley
- Mt Pleasant
- Redcliffs
- Sumner
- Ferrymead
- Heathcote Valley
- Hillsborough
- Murray Aynsley
- Huntsbury
- Cashmere
- Westmorland
- Hillmorton
- Hoon Hay
- Halswell
- Oaklands
- Wigram
- Middleton
- Sockburn
- Hornby
- Islington
- Yaldhurst
- Russley
- Avonhead
- Harewood
- Bishopdale
- Northcote
- Casebrook
- Redwood
- Regents Park
- Northwood
- Belfast
- Spencerville
- Brooklands

### Villes-satellites
Lyttelton ;  Tai Tapu ; Lincoln ; Prebbleton ;  Rolleston ; West Melton ; Rangiora ; Kaiapoi

### Climat
Christchurch possède un climat océanique (Köppen: Cfb), avec des étés agréables et des hivers frais. La ville a une température comprise entre 11,8 °C et 22,2 °C en janvier (mais 30 °C et plus sont possibles) et entre 0,7 °C et 11,2 °C en juillet. En été le vent du Pacifique soufflant du nord-est limite la hausse des températures. Cependant, en février 1973, on mesura une température pour les maximales de 41,6 °C. Le nor'wester, un vent chaud à effet de foehn soufflant du nord-ouest (d'où son nom) peut parfois prendre un caractère de tempête, causant des dégâts mineurs.
En hiver, les températures inférieures 0 °C sont fréquentes la nuit. On compte en moyenne 50 jours de givre par an. La neige tombe environ deux fois par an sur les collines et une ou deux fois en plaine.
Lors de certaines nuits froides d'hiver, la proximité des collines et l'air froid et calme contribuent à la création d'une couche d'inversion. Le gaz d'échappement des véhicules et la fumée de combustion sont alors prisonnières de cette couche et il se forme du smog. Christchurch a souvent dépassé les limites de pollution de l'air admises par l'Organisation mondiale de la santé mais l'air qu'on y respire y est cependant de bien meilleure qualité qu'à Mexico ou Los Angeles. La mairie essaie de mettre à niveau les systèmes de chauffage de la ville pour tenter de limiter la pollution.
| Mois                                            | jan.  | fév.  | mars  | avril | mai   | juin  | jui.  | août  | sep.  | oct.  | nov.  | déc. | année   |
| ----------------------------------------------- | ----- | ----- | ----- | ----- | ----- | ----- | ----- | ----- | ----- | ----- | ----- | ---- | ------- |
| Température minimale moyenne (°C)               | 11,8  | 11,5  | 9,5   | 6,6   | 3,9   | 1,2   | 0,7   | 2     | 3,9   | 5,8   | 7,6   | 10,4 | 6,2     |
| Température maximale moyenne (°C)               | 22,5  | 22,2  | 20,3  | 17,2  | 14,7  | 11,7  | 11,2  | 12,5  | 14,8  | 16,9  | 18,8  | 21,1 | 17      |
| Record de froid (°C)                            | 3     | 1,5   | −1,3  | −4    | −6,4  | −7,2  | −6,8  | −6,7  | −4,8  | −4,2  | −2,7  | 0,1  | −7,2    |
| Record de chaleur (°C)                          | 37,1  | 40    | 35,9  | 29,9  | 27,3  | 22,5  | 22,4  | 22,8  | 26,2  | 30,1  | 32    | 36   | 40      |
| Ensoleillement (h)                              | 227,5 | 195,2 | 190,6 | 158,1 | 141,2 | 115,3 | 127,8 | 156,5 | 169,1 | 205,4 | 226,7 | 215  | 2 128,4 |
| Précipitations (mm)                             | 42,4  | 39,8  | 45,1  | 57,5  | 58,1  | 68,3  | 64,2  | 58,1  | 42,2  | 49,1  | 45,1  | 47,8 | 617,7   |
| dont nombre de jours avec précipitations ≥ 1 mm | 6     | 5,3   | 5,7   | 7,7   | 7,1   | 8,6   | 7,7   | 7,3   | 6,2   | 7,2   | 7     | 7    | 82,8    |
| Humidité relative (%)                           | 74    | 79,8  | 83    | 84    | 86,6  | 87,2  | 87,6  | 85,1  | 77,7  | 77    | 70,7  | 71,8 | 80,4    |

## Démographie
Le 6 mars 2004, la région administrée par le Conseil communal de Christchurch avait une population de 344 100 habitants, en faisant la seconde ville de la Nouvelle-Zélande et la première de l'île du Sud. La région métropolitaine de Christchurch est la troisième du pays après celles d'Auckland et de Wellington.
Le tableau suivant montre le profil ethnique de la population de Christchurch selon les recensements de 2001 et 2006. Les pourcentages montent au-dessus de 100 % parce que certains s'identifient comme membres de plus d'un groupe ethnique. Les chiffres de 2006 ne s'appliquent qu'à la ville de Christchurch et non sa région métropolitaine. La grande baisse du pourcentage d'« Européens » est dû au nombre grandissant de personnes s'identifiant comme « Néo-Zélandais », quoique cette dénomination n'était pas officiellement sur le formulaire.
| Groupe ethnique                      | 2001 (%) | 2001 (personnes) | 2006 (%) | 2006 (personnes) |
| ------------------------------------ | -------- | ---------------- | -------- | ---------------- |
| Européens                            | 89,8     | 291 594          | 75,4     | 255 366          |
| New Zealanders                       | n/a      | n/a              | 12,9     | 43 671           |
| Asiatiques                           | 5,5      | 17 703           | 7,9      | 26 631           |
| Māori                                | 7,2      | 23 421           | 7,6      | 25 725           |
| Des îles du Pacifique                | 2,4      | 7 713            | 2,8      | 9 465            |
| Moyen-Orient/Amérique latine/Afrique | n/a      | n/a              | 0,8      | 2 862            |
| Autre                                | 0,6      | 2 073            | 0,0      | 114              |
| Total                                |          | 324 666          |          | 338 748          |

Le recensement de 2006 inclut également de l'information sur le multilinguisme de la région. Selon les résultats, 283 986 personnes habitant la ville de Christchurch ne parlent qu'une langue, tandis que 37 947 en parlent deux, et 7 881 en parlent trois ou plus. Voici un tableau qui montre les résidents étrangers de Christchurch en 2013.
| Pays de naissance | Population (2013) |
| ----------------- | ----------------- |
| Royaume-Uni       | 21 267            |
| Chine             | 6 822             |
| Australie         | 5 529             |
| Philippines       | 3 126             |
| Corée du Sud      | 2 739             |
| Afrique du Sud    | 2 694             |
| Inde              | 2 466             |
| Samoa             | 2 187             |
| États-Unis        | 1 995             |
| Pays-Bas          | 1 911             |

## Religion
Christchurch est le siège du diocèse catholique de Christchurch avec la cathédrale du Très-Saint-Sacrement, construite au début du XXe siècle en style néo-renaissance, fermée après le séisme de septembre 2010 et à moitié détruite après le séisme de 2011. En attendant une reconstruction partielle l'évêque siège à la pro-cathédrale Sainte-Marie.
Christchurch est aussi le siège du diocèse anglican de Christchurch, religion majoritaire dans la ville. La cathédrale anglicane, construite entre 1864 et 1904, est à moitié démolie par le tremblement de terre de 2010 (la flèche s'est effondrée en plus lors du tremblement de terre de 2011). Le culte est célébré aujourd'hui à la Cardboard Cathedral, édifiée en 2013 en PVC par l'architecte japonais Shigeru Ban.

## Économie

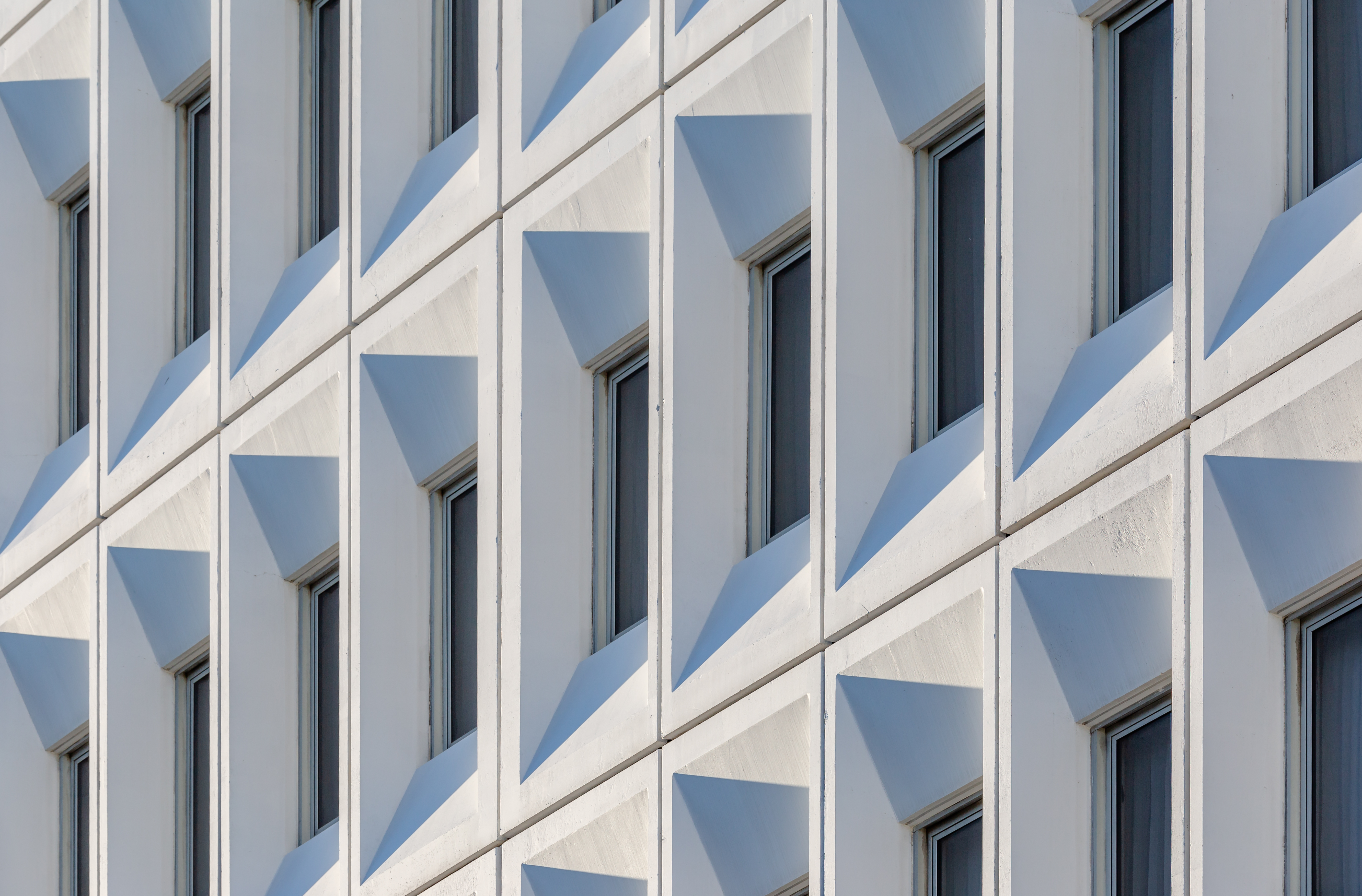
Façade de l'hôtel Distinction à Christchurch.

Au début de la colonisation européenne de la région, son économie était essentiellement agricole. Les premiers fabricants transformaient de la matière première agriculturelle (particulièrement laitière et du mouton) en marchandise prête à la consommation. La présence assez ancienne de l'Université de Canterbury et d'autres institutions académiques ont encouragé la création de nombreuses industries de la technologie. Le tourisme est également un acteur important, Christchurch étant près des pistes de ski, parcs et autres attractions des Alpes du Sud et étant desservie par l'aéroport international de Christchurch. La ville est particulièrement visitée des Japonais, étant jumelée avec la ville de Kurashiki ; il y a des panneaux en japonais autour du square de la Cathédrale et plusieurs églises étant particulièrement prisées de couples souhaitant s'y marier.

## Politique et administration

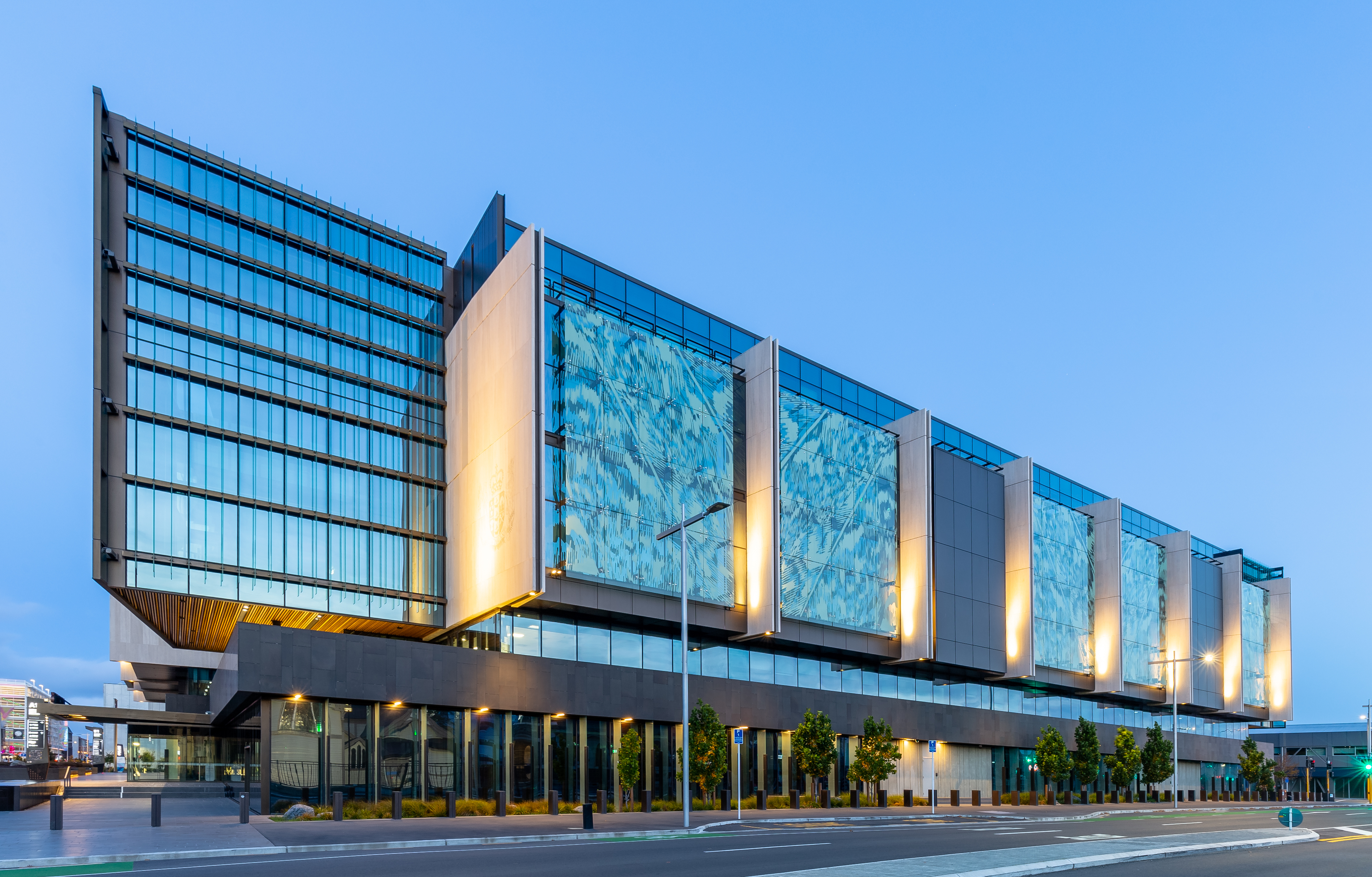
La cour de justice de Christchurch.

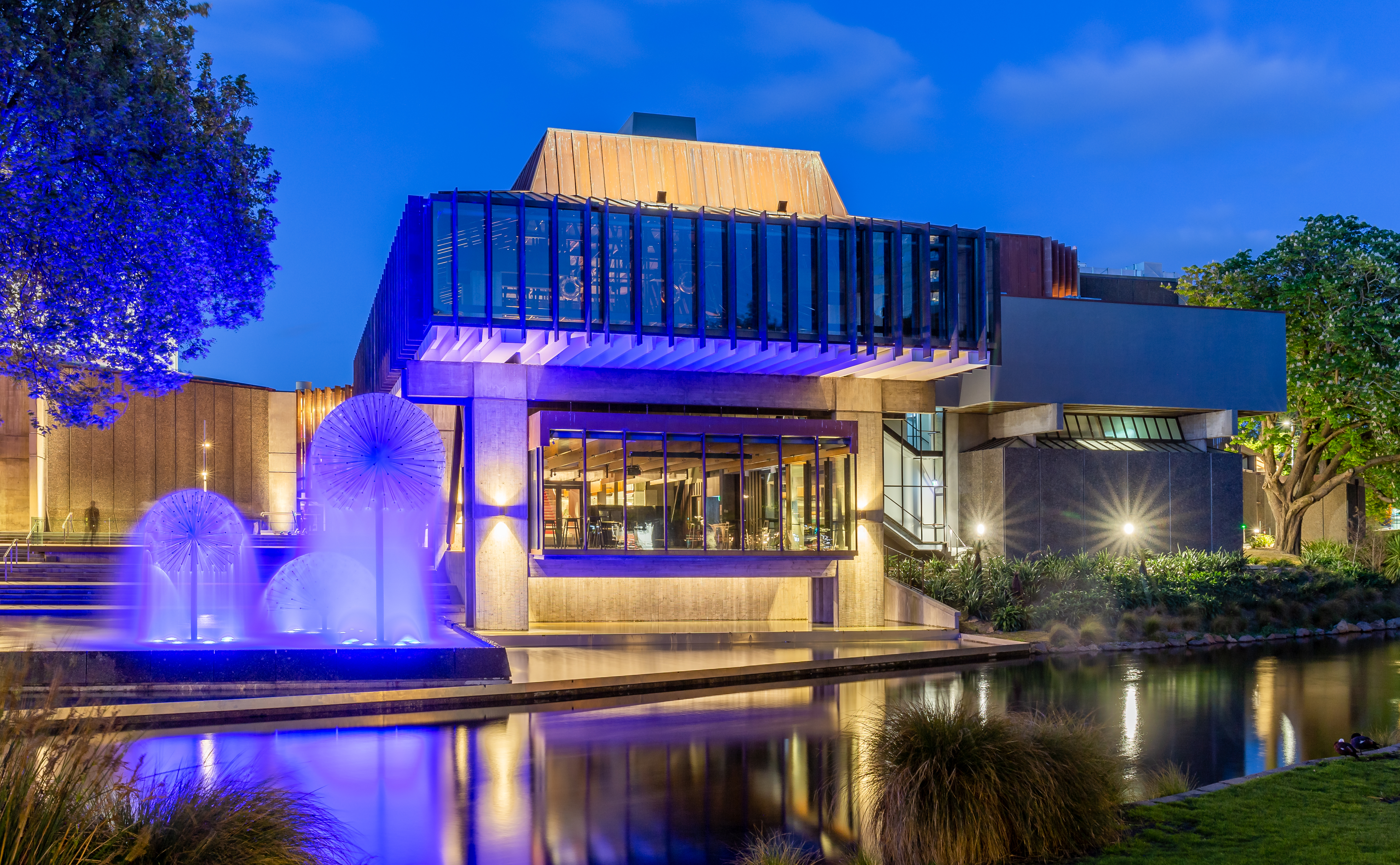
L’hôtel de ville de Christchurch.

L'administration locale consiste en plusieurs organisations :
- le Conseil communal de Christchurch est l'autorité territoriale régissant la ville. Il se compose du maire et de treize conseillers, élus pour un mandat de trois ans.
- Six community boards, chacune régissant une section électorale, avec cinq membres par et deux conseillers par community board ;
- Les district councils pour les régions environnantes ;
- Le Canterbury Regional Council (Environment Canterbury), incluant quatre circonscriptions électorales avec deux membres par circonscription[14], et
- Le District Health Board du Canterbury, avec cinq membres pour Christchurch[15]

En 1993 la Fondation Bertelsmann décerna à Christchurch le prix de la ville la mieux gouvernée du monde (« Best Run City in the World »), ex æquo avec Phoenix (Arizona).

## Enseignement

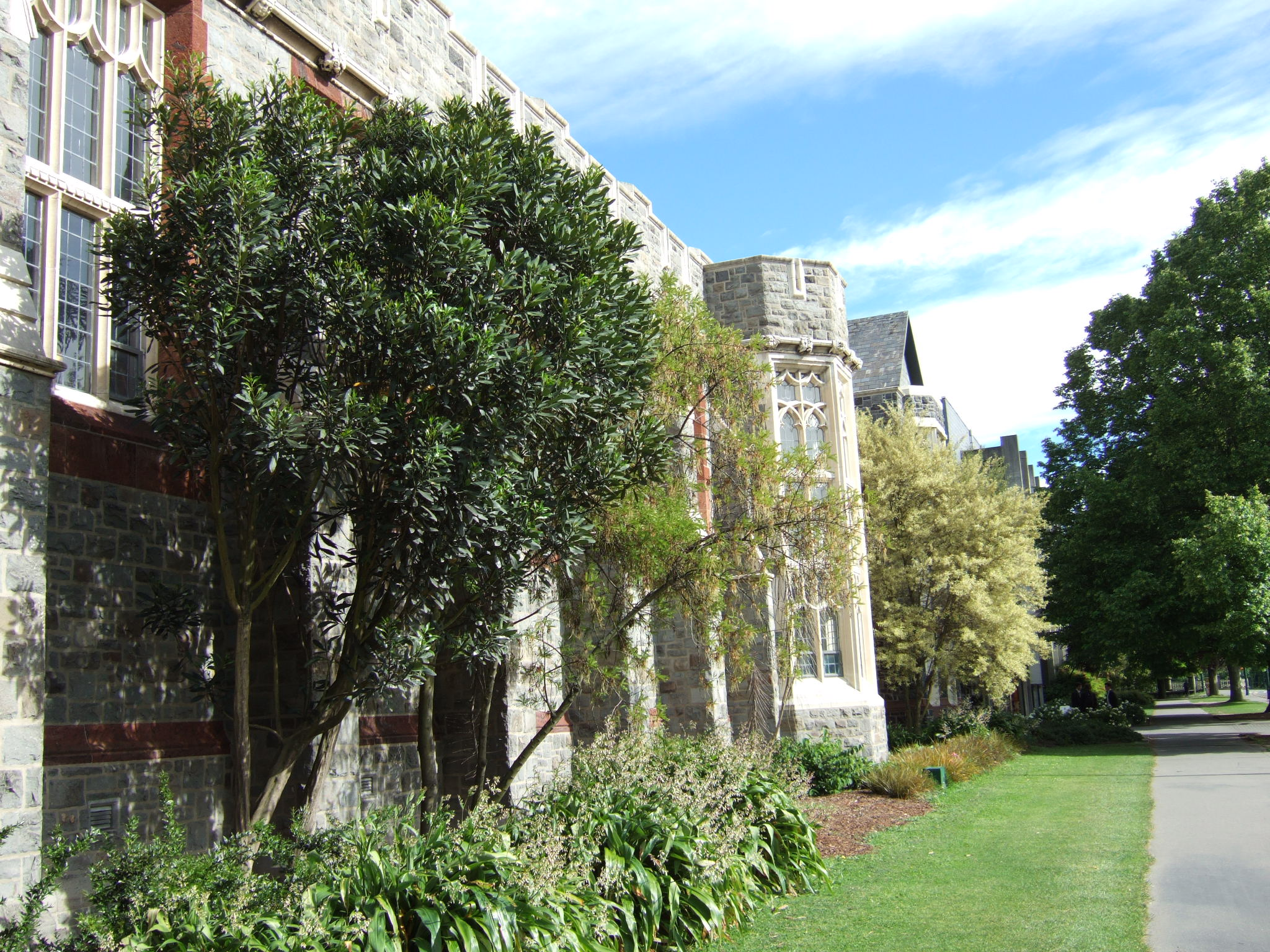
Vue de Christ's College.

En enseignement secondaire, Christchurch est connu pour plusieurs lycées du style des public schools du Royaume-Uni, dont Christ's College, St. Andrew's, St Margaret's College, et le Rangi Ruru Girls' School. On y trouve également le Burnside High School, connu pour son enseignement dans le domaine de la musique et la deuxième école la plus grande de la Nouvelle-Zélande, avec 2 650 étudiants.
En enseignement supérieur, on trouve l'université de Canterbury, l'université Lincoln, l'Institut polytechnique de technologie de Christchurch, et la faculté de médecine de l'université d'Otago.

## Transport

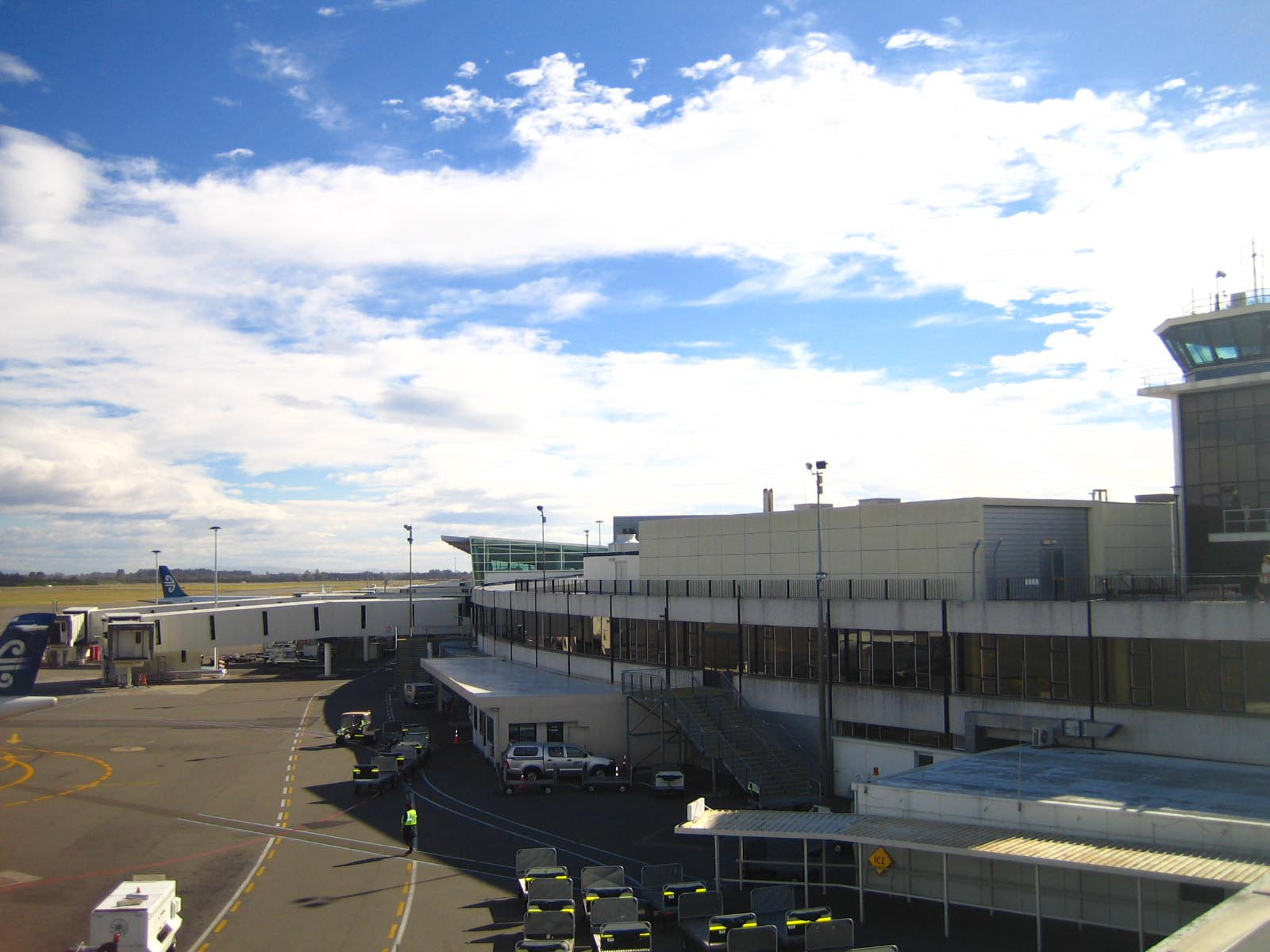
L'aéroport international de Christchurch.

Christchurch est desservie par l'aéroport international de Christchurch, des lignes de bus et de train. Les bus locaux, connus sous le nom de Metro, sont sous l'autorité du Canterbury Regional Council, et il existe des lignes gratuites d'autobus limitées au centre-ville. Le moyen de transport le plus utilisé reste néanmoins la voiture. Le terrain de la ville étant très plat, le Conseil communal installe plusieurs pistes cyclables.
Il y a un tramway, mais son parcours est limité à un circuit du centre-ville et est donc plutôt d'intérêt touristique. Les trams furent introduits en 1905 et cessèrent leur service en 1954, étant réinstallés comme attraction touristique en 1995.
La ligne ferroviaire du nord va à Kaikoura et Picton, utilisant des trains TranzCoastal ; la ligne du sud va à Invercargill en passant par Dunedin. Le train le plus célèbre partant de la gare de Christchurch est le TranzAlpine, qui prend la ligne du sud jusqu'à Rolleston, puis prend la ligne Midland et passe par les Alpes du Sud en prenant le tunnel Otira, terminant le trajet à Greymouth dans le Westland. C'est, de par les paysages traversés, une ligne purement touristique.

## Histoire
Des fouilles archéologiques menées à Redcliffs en 1876 ont trouvé des traces des premiers habitants de la région : des tribus qui chassaient des moa vers 1250. L'histoire orale māori relate qu'ils habitaient la région déjà aux environs de l'an 1000. Ces premiers habitants sont remplacés par la tribu waitaha, qui y aurait migré depuis la côte est de l'île du Nord dans le XVIe siècle. Après des guerres tribales, les Waitaha (composés de trois peuples) furent dépossedés par la tribu Kāti Mamoe, elle-même subjuguée plus tard par les Ngāi Tahu, qui contrôleraient la région jusqu'à l'arrivée des Européens.
À la suite de l'achat des terres de Putaringamuto (aujourd'hui Riccarton) par les frères Weller, chasseurs de baleine, un groupe de pionniers européens, dirigés par les messieurs Herriott et McGillivray, s'établissent dans ce qui est aujourd'hui la région de Christchurch vers 1840. Leurs fermes abandonnées seront achetées par les frères Deans en 1843. Les quatre premiers navires de la Canterbury Association arrivent le 16 décembre 1850, amenant les 792 premiers « pèlerins du Canterbury » au port de Lyttelton. Ces navires sont le Randolph, la Charlotte-Jane, le Sir George Seymour, et le Cressy. Ces nouveaux pionniers pensaient construire une ville autour d'une cathédrale et une université, d'après Christ Church College à Oxford. Le nom de « Christchurch » fut décidé le 27 mars 1848, avant même l'arrivée des navires.
Le capitaine Thomas, le géomètre expert du groupe, explore la région. En décembre 1849, il commande la construction d'une route entre Port Cooper (aujourd'hui Lyttelton) et Christchurch via Sumner. Sa construction s'avère plus difficile que prévu ; elle est suspendue le temps de construire un petit chemin utilisable à cheval entre le port et la vallée de Heathcote. Ce chemin fut baptisé « Bridle Path » (« Chemin de la bride »), parce que sa pente est tellement raide qu'il faut mener les chevaux par leurs brides.
Tout ce qui était trop lourd ou trop grand pour être transporté de cette manière était mis dans des petits navires, qui faisaient un trajet d'environ 13 km longeant la côte jusqu'à l'estuaire de Ferrymead ; la première ligne ferroviaire publique de Nouvelle-Zélande sera celle de Ferrymead-Christchurch, ouvert en 1863. On fit construire un tunnel dans les Port Hills dû à la difficulté du terrain ; cette ligne mènera jusqu'à Lyttelton et sera ouverte en 1867.
Christchurch devient officiellement ville de par un décret royal du 31 juillet 1856 ; elle est la première de Nouvelle-Zélande. Beaucoup des édifices gothiques de l'architecte Benjamin Mountfort datent de cette période.
Christchurch sera le centre administratif de la province de Canterbury.
En 1947 eut lieu le pire incendie urbain de Nouvelle-Zélande, dans le magasin Ballatyne's de Christchurch ; 41 personnes y perdront leur vie.

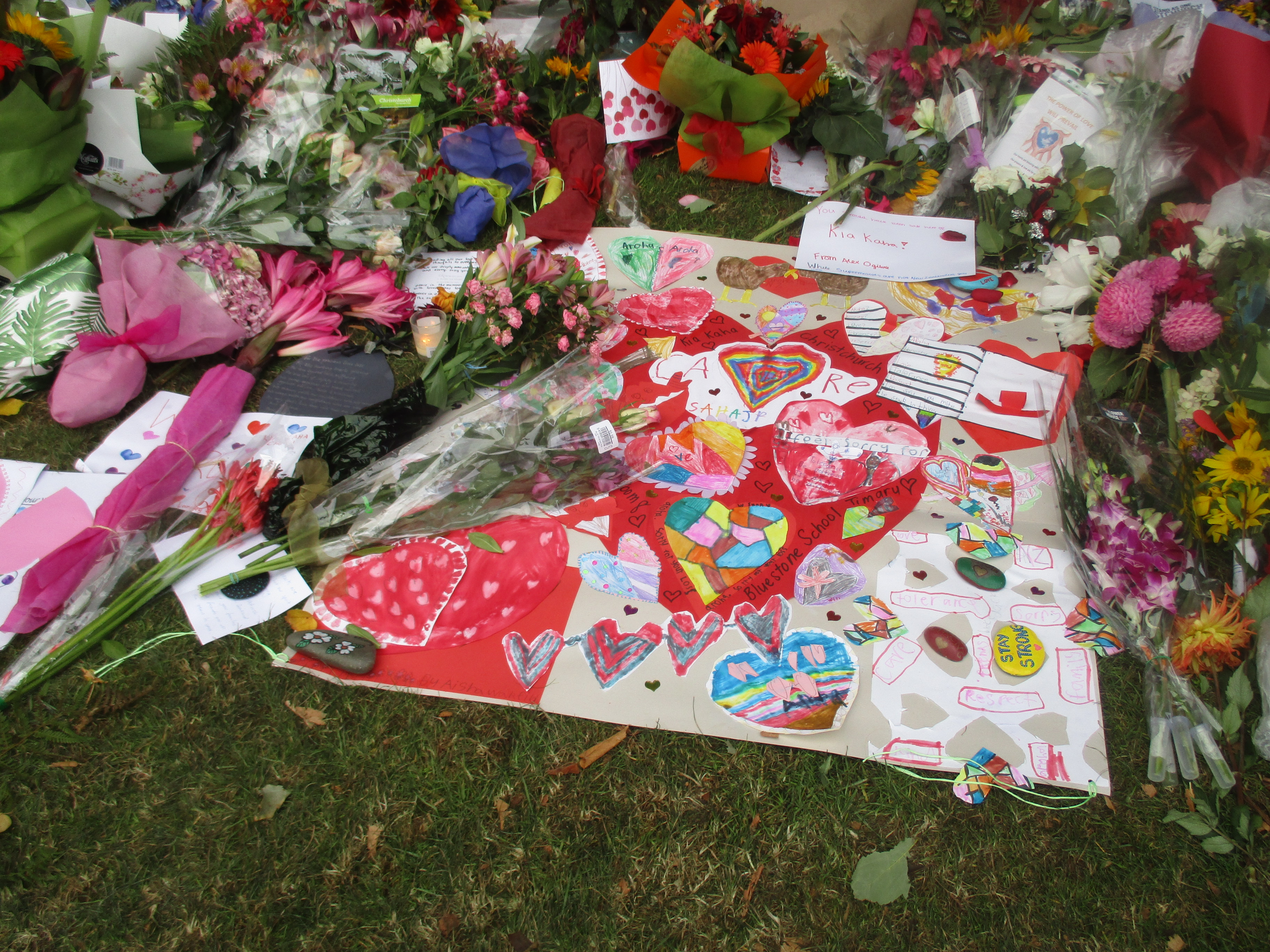
Œuvre d'écoliers de Christchurch en hommage aux victimes des attentats de 2019.

Le tunnel entre Lyttelton et Christchurch est inauguré en 1964.
La ville est hôte des Jeux du Commonwealth en 1974.
En 1990, la ville a accueilli le Congrès ornithologique international.
En 2008, un gang de proxénètes locaux est à l'origine du meurtre de Mallory Manning.
Le 15 mars 2019, deux mosquées de la ville sont victimes d'un attentat, faisant 51 morts.

### Séismes

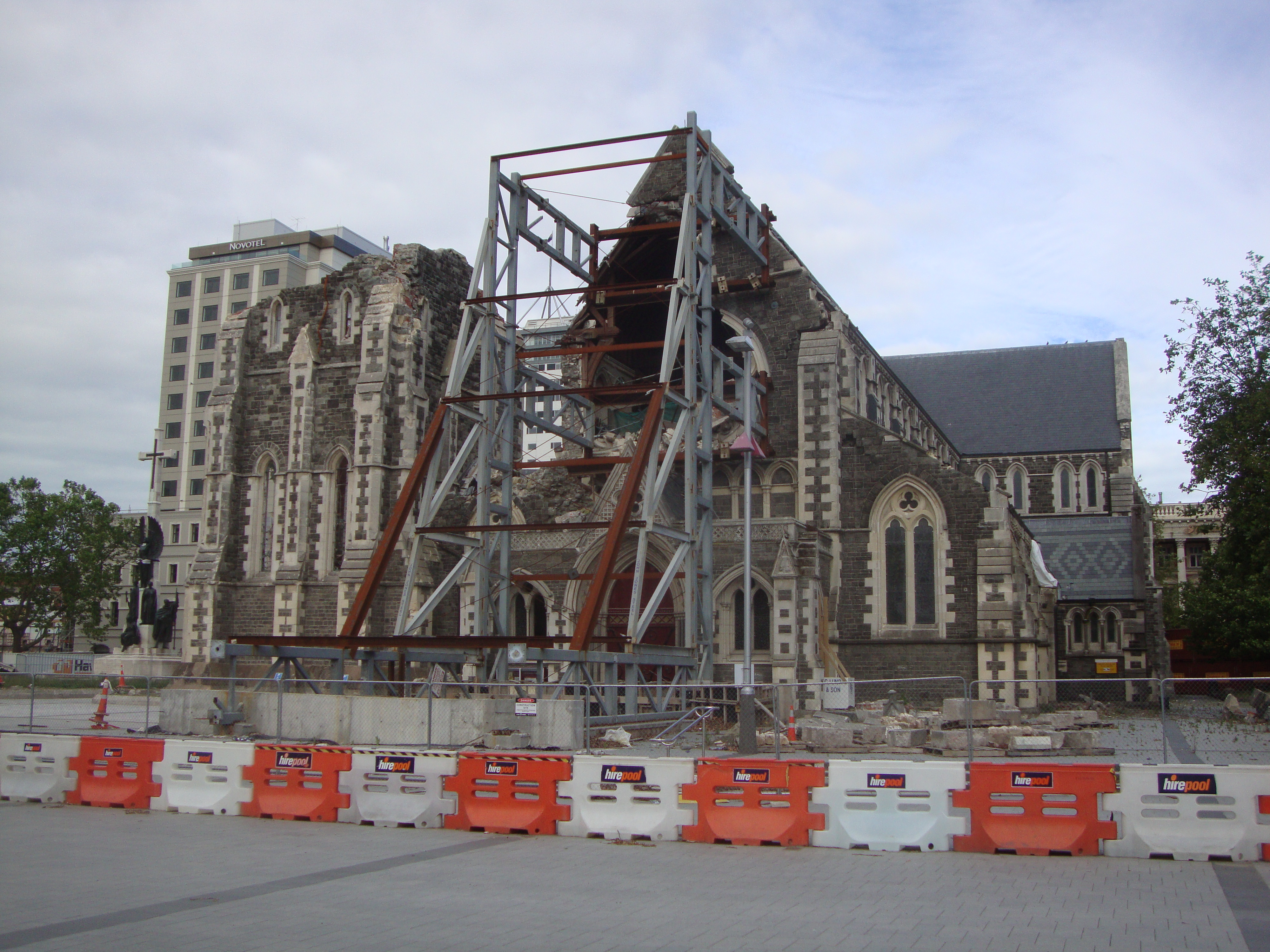
Cathédrale de Christchurch juste après la série de tremblements de terre de 2011.

Le 4 septembre 2010, à 4h35 locale, la ville est frappée par un séisme de magnitude 7 sur l'échelle de Richter qui ne fait aucune victime.
Nouveau séisme de magnitude 6,3, le 22 février 2011 à 12h51 locale. 185 personnes ont trouvé la mort.
Le 13 juin 2011, un nouveau séisme de magnitude 6 frappe la ville faisant 1 mort et 45 blessés, provoquant l'effondrement de plusieurs bâtiments dans le centre-ville et poussant le gouvernement à décider l'abandon d'une partie des quartiers Est de la ville, les plus soumis aux séismes à répétition.
De très nombreux édifices historiques, dont la cathédrale anglicane, et la cathédrale catholique du Très-Saint-Sacrement, sont partiellement ou totalement détruits. Pour faire face à ces destructions, la ville renouvela son centre en développant des magasins, banques et restaurants à l'aide de conteneurs ainsi qu'une nouvelle cathédrale anglicane, la Cardboard Cathedral, construite en PVC, en 2013.
Cette série de séismes, à la fois mortels et ayant détruit le plus ancien patrimoine architectural du pays, marquera profondément les Néo-Zélandais.
Le 14 février 2016, Christchurch subit un nouveau séisme de magnitude 5,8. Les sirènes ont retenti à Christchurch, où au moins un édifice a été évacué, selon des médias. Les services d'urgence ont précisé ne pas avoir connaissance de dommages sur la structure des bâtiments.

### Christchurch et l'Antarctique
Christchurch a longtemps été le point de départ de plusieurs expéditions en Antarctique, dont celles de Robert Falcon Scott et Ernest Shackleton, qui partirent du port de Lyttelton. Au centre-ville, il y a une sculpture de Scott faite par sa femme.
Le International Antarctic Centre, en face de l'aéroport international de Christchurch, abrite un musée et des équipements pour les programmes antarctiques des États-Unis et de la Nouvelle-Zélande. C'est la base principale pour des vols de ravitaillement des bases de McMurdo et Scott.

## Culture

### Parcs et nature

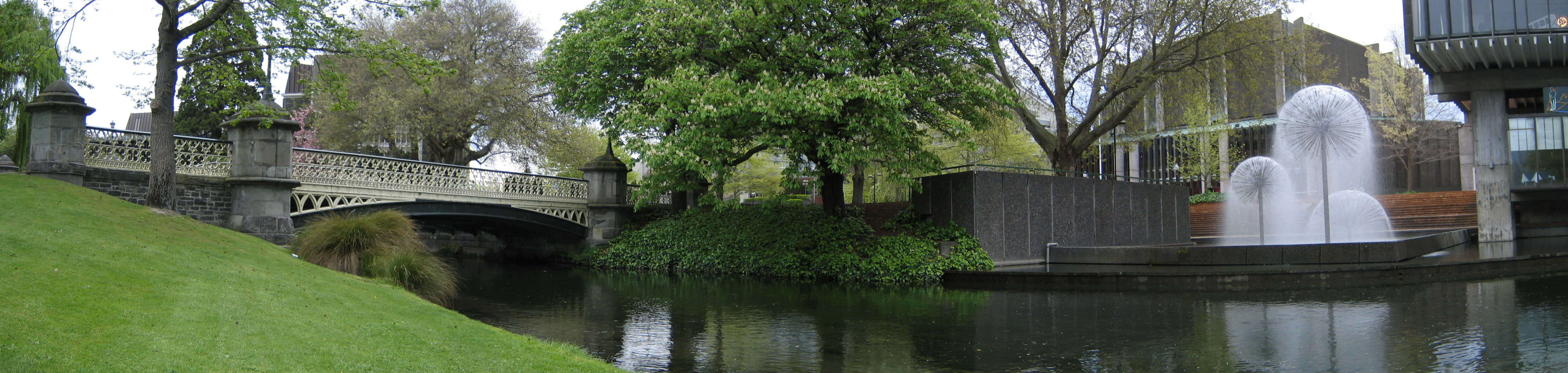
Le fleuve Avon.

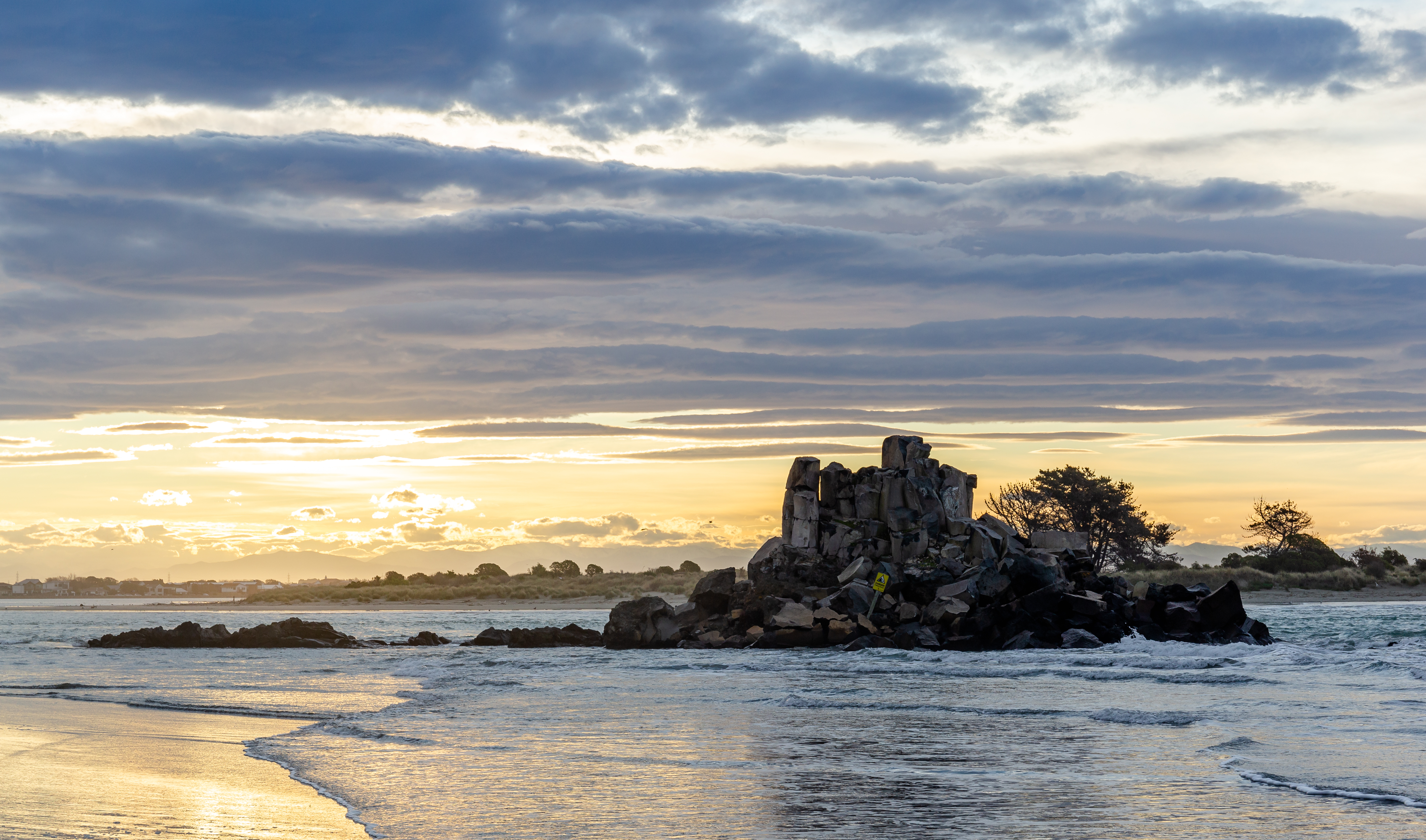
Rapanui Rock, près de Christchurch.

Le grand nombre de parcs et jardins de Christchurch lui valent le surnom de « Garden City ». Le parc Hagley (Christchurch) (en) et le Jardin botanique de Christchurch (en) (grand de 30 ha et fondé en 1863), sont au centre-ville.
Le parc Hagley est particulièrement prisé des personnes souhaitant faire du sport ; ils y jouent au golf, au cricket, au netball et au rugby. On y tient également de nombreux concerts.

### Cinéma et théâtre

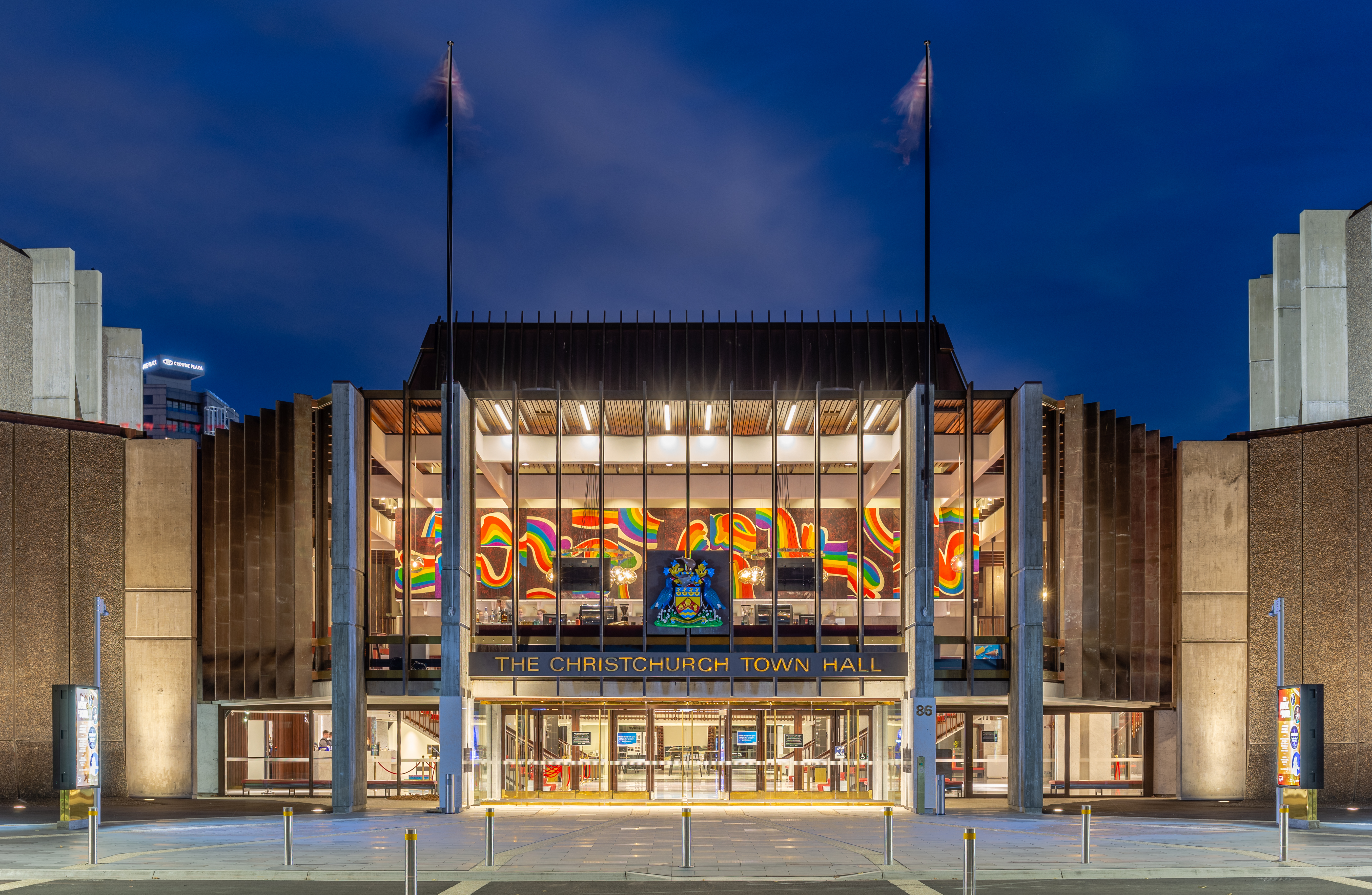
Le Christchurch Town Hall of the Performing Arts (centre municipal des arts du spectacle).

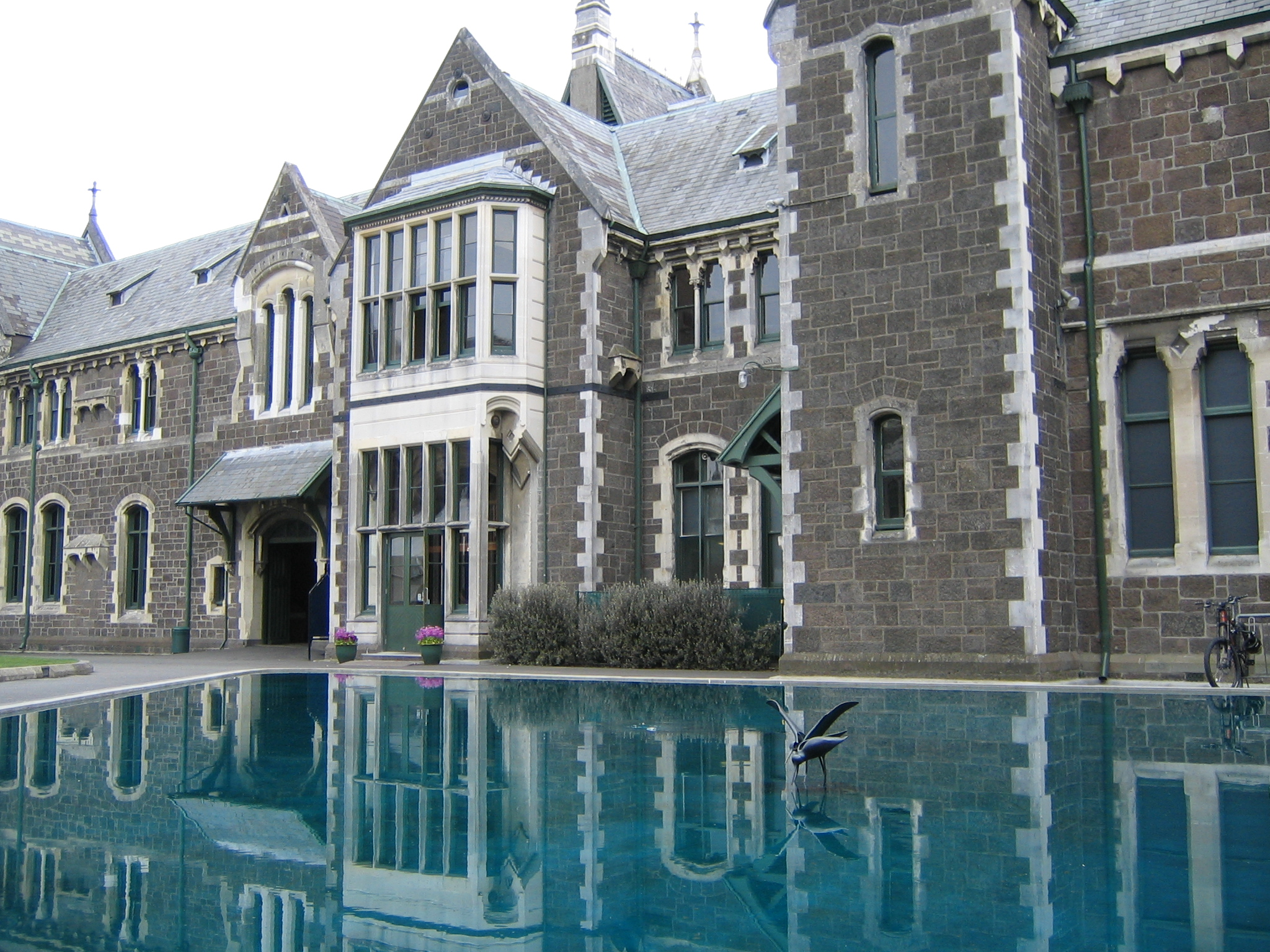
Le Christchurch Arts Centre et sa fontaine.

Les premiers cinémas furent construits autour du square de la cathédrale, mais aujourd'hui il ne reste que le complexe Regent, renommé Regent on Worcester en 1996. Les cinémas les plus grands sont le Hoyts sur l'avenue Moorhouse et le Reading dans le centre commercial de Shirley.
Le Christchurch Arts Centre inclut deux cinémas, le Cloisters et le Academy, qui montrent des films étrangers, classiques et contemporains et participent à un festival de cinéma annuel. Les amateurs de cinéma ont une association, le Canterbury Film Society.
Le Christchurch Arts Centre abrite également un théâtre, le Court Theatre.

### Musique
Il y a un orchestre symphonique professionnel, l'Orchestre symphonique de Christchurch (Christchurch Symphony Orchestra).
Christchurch accueille chaque janvier un festival international des musiciens ambulants, le World Buskers Festival.
Christchurch est aussi la ville natale de la chanteuse soprano Hayley Westenra.

### Littérature

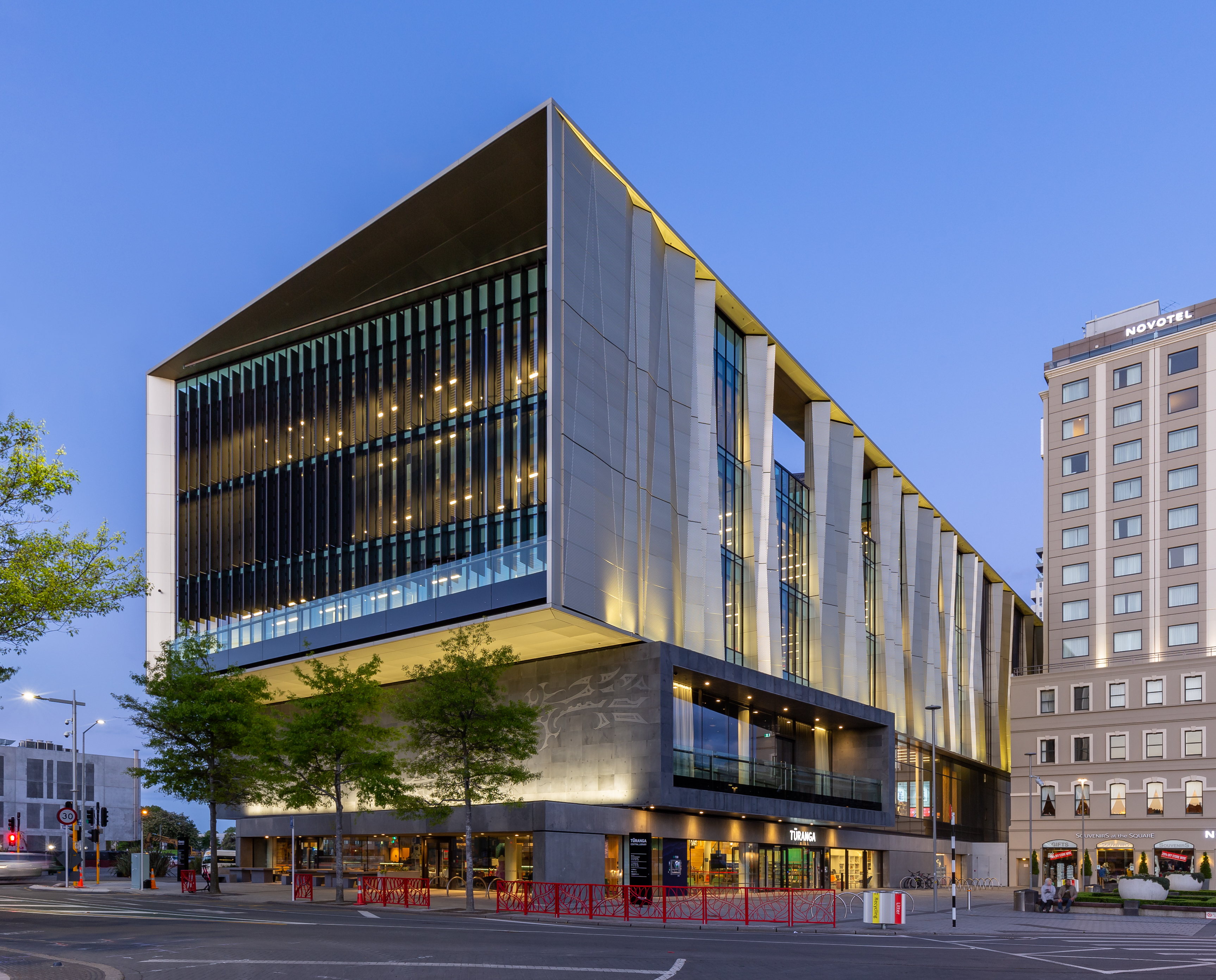
La médiathèque Türanga à Christchurch.

Paul Cleave est un auteur néo-zélandais qui est né à Christchurch. Ses romans Un père idéal, Un employé modèle, La collection et Nécrologie, se déroulent tous dans cette ville.

### Musée
Le Canterbury Museum a été fondé en 1867 par Julius von Haast.

La galerie d'art de Christchurch.

### Autre

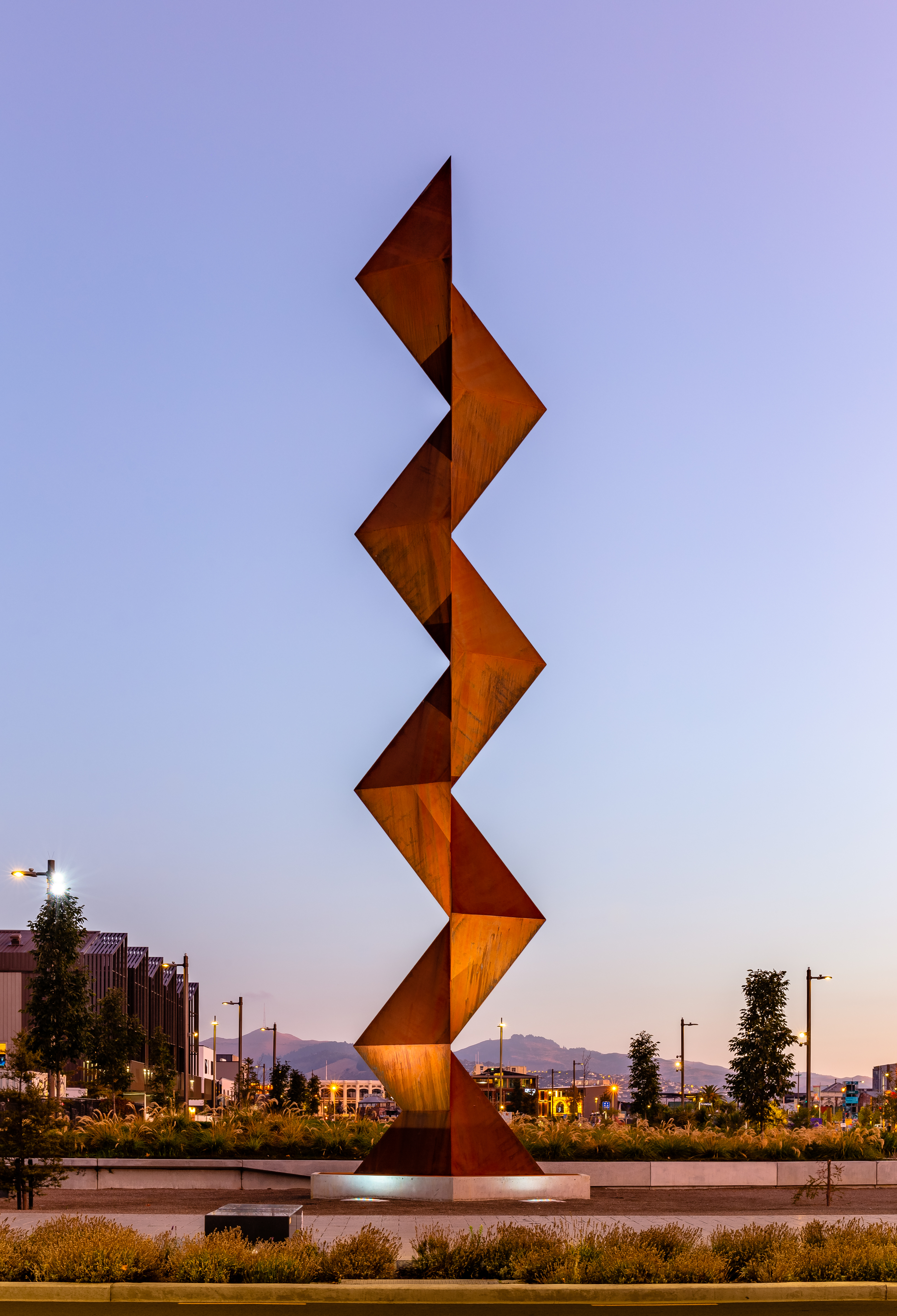
La sculpture Vaka 'A Hina à Christchurch.

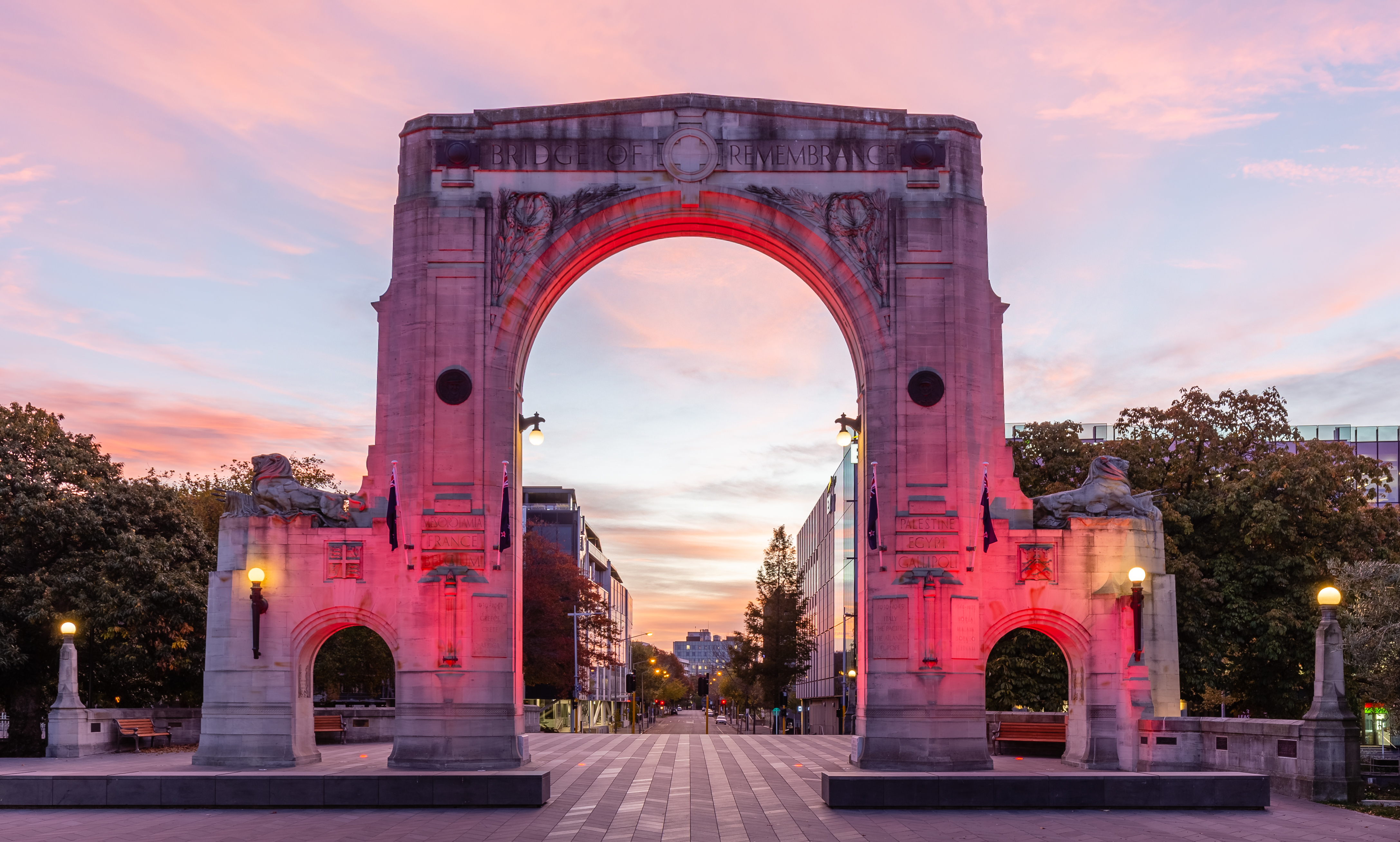
Bridge of Remembrance, mémorial aux guerres mondiales à Christchurch.

Christchurch abrite le second stade le plus grand de Nouvelle-Zélande, le Westpac Arena rebaptisé Horncastle Arena en 2014, pouvant accueillir entre 5 000 et 8 000 personnes selon la configuration. On y voit jouer les équipes de sport locaux, dont de basket-ball et de netball. Il a accueilli le Championnat international de netball de 1999 ainsi que beaucoup de concerts.
L'auditorium de Christchurch (2 000 personnes), ouvert en 1974, contient un excellent orgue.
Christchurch a également un casino et une télécabine.

Sur le Stewart Plaza est bâtie la fontaine Stewart financée par l'industriel et exportateur néo-zélandais Robertson Stewart.

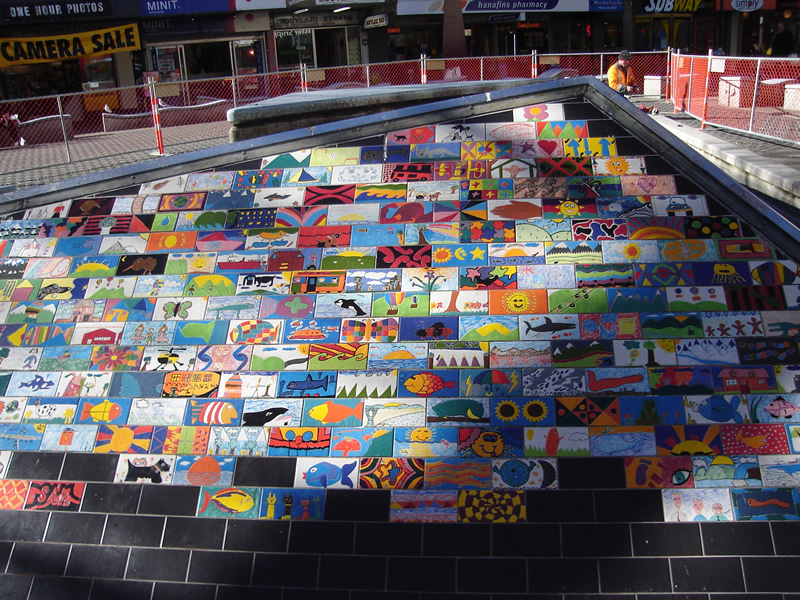
La deuxième fontaine Stewart juste avant sa démolition.

## Sport
Le deuxième Australasian Championships, futur Open d'Australie de tennis a eu lieu à Christchurch en 1906.
L'équipe de rugby à XV s'appelle les Crusaders et possède le plus beau palmarès de toutes les équipes du Super 14 et Super 12. Le Canterbury Rugby Football Union représente la province lors de l'Air New Zealand Cup.
L'équipe de netball est les Canterbury Flames, jouant dans le National Bank Cup.
Les Canterbury Rams représentent la ville en basket-ball.
L'équipe de cricket s'appelle les Canterbury Wizards.

### Stades
Le Queen Elizabeth II Park a accueilli les Jeux du Commonwealth britannique de 1974. Très détérioré par les séismes de 2010 et de 2011, il est détruit en 2012. Le AMI Stadium accueille les matches de rugby en hiver et de cricket en été. Poritt et Nunweek Parks (à Avonside et Bishopdale, respectivement), on joue au hockey sur gazon. Il y a également plus d'une douzaine de terrains de golf.

## Jumelages
Christchurch est jumelée avec les villes suivantes :
- Adélaïde (Australie)
- Christchurch (Royaume-Uni)
- Kurashiki (Japon)
- Lanzhou (Chine)
- Seattle (États-Unis)
- Songpa-gu (Corée du Sud)
- Wuhan (Chine)

## Personnalités liées à Christchurch
- Mary Batchelor (1927-2009), femme politique néo-zélandaise, y est née et y est morte.
- Bernard McGrath (1947-) est un religieux catholique né à Christchurch. Il est reconnu coupable d'abus sexuels sur des enfants à cinq reprises en Nouvelle-Zélande puis en Australie. À partir de 2018, il est emprisonné en Australie après une condamnation à 33 ans de prison[38],[39].
- Christopher Luxon (1970-), homme d'affaires et homme politique néo-zélandais.